# Kaj Allan Olsen

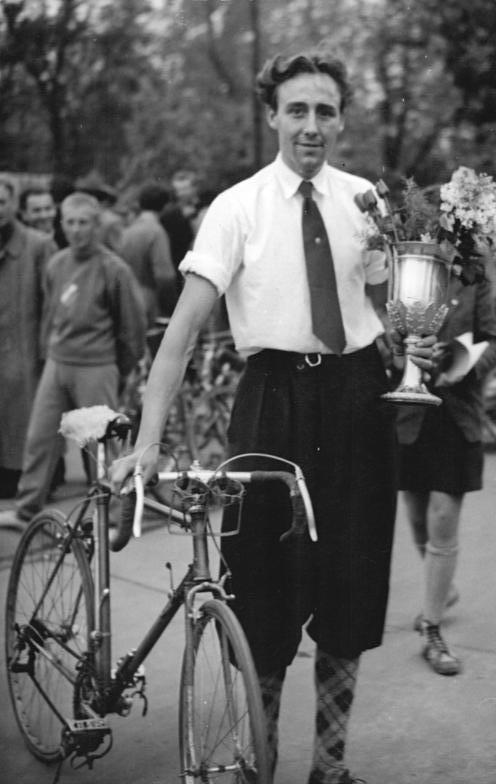
Kaj Allan Olsen

Kaj Allan Olsen (* 19. Februar 1927 in Gentofte) ist ein ehemaliger dänischer Radrennfahrer.

## Sportliche Laufbahn
Olsen gewann die 4. Internationale Friedensfahrt 1951. Er war Profi von 1955 bis 1958. 1958 startete er bei der Tour de France, schied jedoch auf der 10. Etappe aus.

## Teams
| Jahr      | Team                         |
| --------- | ---------------------------- |
| 1955      | Monark (Dänemark)            |
| 1956      | Alcyon - Dunlop (Frankreich) |
| 1956      | Monark (Dänemark)            |
| 1957      | Imholz - Duralca (Schweiz)   |
| 1957–1958 | Monark (Dänemark)            |

## Palmarès
| Jahr | Erfolg | Erfolg        | Rennen                                            |
| ---- | ------ | ------------- | ------------------------------------------------- |
| 1949 | 3.     | 4. Etappe     | Polen-Rundfahrt                                   |
| 1949 | 3.     | 5. Etappe     | Polen-Rundfahrt                                   |
| 1949 | 2.     | 8. Etappe     | Polen-Rundfahrt                                   |
| 1949 | 2.     | 9. Etappe     | Polen-Rundfahrt                                   |
| 1949 | Sieger | 10. Etappe    | Polen-Rundfahrt                                   |
| 1949 | Sieger | 11. Etappe    | Polen-Rundfahrt                                   |
| 1949 | 3.     | 12. Etappe    | Polen-Rundfahrt                                   |
| 1949 | 3.     | Gesamtwertung | Polen-Rundfahrt                                   |
| 1951 | 2.     | 2.            | Sechs-Tage (Schweden)                             |
| 1951 | 3.     | 5. Etappe     | Friedensfahrt                                     |
| 1951 | Sieger | 6. Etappe     | Friedensfahrt                                     |
| 1951 | 3.     | 7. Etappe     | Friedensfahrt                                     |
| 1951 | Sieger | Gesamtwertung | Friedensfahrt                                     |
| 1951 | Sieger | Sieger        | Nordische Meisterschaft, Bahn, Mannschaftswertung |
| 1953 | 2.     | 2.            | Saint-Raphaël                                     |
| 1955 | 2.     | 2.            | Sechs-Tage (Schweden)                             |
| 1956 | 3.     | 3.            | Strijpen (Belgien)                                |
| 1956 | 3.     | 3.            | Scheldepreis Flandern                             |